# Orthostixis calcularia
Orthostixis calcularia är en fjärilsart som beskrevs av Lederer 1853. Orthostixis calcularia ingår i släktet Orthostixis och familjen mätare. Inga underarter finns listade i Catalogue of Life.